# Albert von Foller
Ernst Ludwig Albert von Foller (* 30. März 1789 in Bonslack, Kreis Wehlau; † 1. Dezember 1868 in Bromberg) war ein preußischer Generalmajor.

## Leben

### Herkunft
Albert war ein Sohn des Rittmeister a. D. und Herrn auf Bonslack Ernst von Foller (1751–1811) und dessen zweiten Ehefrau Marie Charlotte Dorothea, geborene von Knobloch (1763–1835).

### Militärkarriere
Foller trat am 3. September 1803 als Gefreitenkorporal in das Füsilierbataillon „von Oswald“ der 2. Warschauer Füsilierbrigade der Preußischen Armee ein. Als Portepeefähnrich nahm er 1806 während des Vierten Koalitionskrieges an den Kämpfen bei Jena, Nordhausen, Lychen und Lübeck teil. Im Juni 1807 wurde Foller in das Grenadierbataillon „von Waldenfels“ versetzt, kam mit diesem nach dem Frieden von Tilsit am 20. August 1808 in das Kolbergsche Infanterie-Regiment und Ende November 1808 in das Leib-Infanterie-Regiment. Mit Patent vom 15. Oktober 1808 avancierte er am 30. März 1809 zum Sekondeleutnant und wurde am 1. März 1812 zum Adjutanten des Leibgrenadier-Bataillons ernannt.
Während der Befreiungskriege kämpfte Foller in den Schlachten bei Großgörschen, Bautzen und Leipzig sowie in den Gefechten bei Hochkirch, Bischofswerda, Freyburg und Eisenach. An der Katzbach erwarb er das Eiserne Kreuz II. Klasse.
Mit der Bildung des Grenadier-Regiments Kaiser Alexander trat Foller am 14. Oktober 1814 mit seinem Bataillon zu diesem Verband über und stieg bis Mitte Februar 1816 zum Kapitän und Kompaniechef auf. Am 28. September 1829 kam er dann als Major in das 7. Infanterie-Regiment und war ab dem 3. Mai 1833 zugleich auch als Direktor der Vereinigten Divisionsschulen des V. Armee-Korps tätig. Daran schloss sich ab dem 21. Februar 1836 eine Verwendung als Kommandeur des II. Bataillons im 18. Landwehr-Regiment sowie Ende März 1840 die Beförderung zum Oberstleutnant. Vom 30. März 1842 bis zum 21. März 1843 fungierte er dann als Kommandeur des Landwehr-Bataillons im 38. Infanterie-Regiment. Anschließend erfolgt unter Beförderung zum Oberst seine Ernennung zum Zweiten Kommandanten der Festung Glogau. In dieser Eigenschaft wurde Foller am 8. April 1843 dem 7. Infanterie-Regiment aggregiert. Am 18. November 1848 wurde er mit dem Charakter als Generalmajor und einer Pension zur Disposition gestellt.

### Verbannung als Deutschkatholik
Foller war Vorsteher einer deutschkatholischen Dissidenten-Gemeinde in Glogau, die mit seinem Wissen den Prediger Johannes Ronge und den Demokraten Jodocus Temme im Exil unterstützte. Am 7. März 1852 wurde deshalb seine Wohnung durchsucht. Eine gegen Foller angestrengte Anklage hatte keinen Erfolg, er wurde jedoch gezwungen, ins westfälische Gütersloh zu übersiedeln. Auch nach erfolgter Freisprechung der Vereinsgemeinde von Glogau wollte Friedrich Wilhelm IV. die Verbannung nicht aufheben. Eine Rückkehr zu seinen Angehörigen in der Provinz Preußen wurde nicht gestattet, die Niederlassung in Berlin nur unter der Bedingung, dass sich Foller von der freikirchlichen Bewegung lossage.
Erst nach dem Tod des Königs wurde Foller die Rückkehr erlaubt. Albert von Foller starb am 1. Dezember 1868 in Bromberg.

### Familie
Foller heiratete am 30. März 1819 in Berlin Karoline Matzdorff (1796–1856). Das Paar hatte mehrere Kinder:
- Karl Wilhelm Theodor Ernst (1821–1912), Geheimer Regierungsrat, Oberbürgermeister von Bromberg ⚭ 1846 Marie Felß (1818–1881), Dame des Louisenordens
- Antoinette Eleonore Karoline Dorothea (* 1826)
- August Theodor Ferdinand Johannes (* 1834), Dr. med., Sanitätsrat ⚭ 1861 Amalie Agnes Hoffers (* 1839)